# Seropositiu
En general, s'anomena seropositiu a l'individu que presenta en sang anticossos que, quan se li sotmet a la prova diagnòstica apropiada, confirmen la presencia anticossos específics d'un determinat agent infecciós.
El terme seropositiu s'aplica a un estat immunitari caracteritzat per la presència d'un anticòs específic en la sang, creat enfront d'un antigen, que pot provenir d'un agent infecciós (paràsit, bacteri, fong, virus i fins i tot prions) al que s'ha vist exposat l'organisme, o enfront d'un agent no infecciós (sobretot en afeccions d'origen autoimmunitari).
Aquest estat es comprova mitjançant l'aplicació de proves de laboratori que busquen detectar els anticossos. La seva utilitat radica en establir l'existència d'una determinada infecció en la persona examinada i indica que si no es presenten símptomes, la malaltia es troba en condició latent (com en infecció per VIH, herpes o papil·loma) o, segons la prova, confirma la seva existència prèvia (proves treponèmiques en la sífilis).
En el cas de la infecció per VIH, per exemple, una persona seropositiva pot ser portadora del virus en la fase inicial de la infecció i no patir la malaltia.